# Cezieni (gmina)
Cezieni – gmina w Rumunii, w okręgu Aluta. Obejmuje miejscowości Bondrea, Cezieni i Corlătești. W 2011 roku liczyła 1830 mieszkańców.